# 努爾·賈汗
努爾·賈汗（烏爾都語：نُور جہاں，英語：Noor Jehan，1926年9月21日—2000年12月23日）是一名巴基斯坦的女歌手和电影演员。賈汗被視為南亞最偉大的歌手之一，亦被巴基斯坦人民尊稱為的「旋律天后」（Queen of Melody）。
2000年12月23日，她在卡拉奇因心臟衰竭逝世，終年74歲。她的孙女桑妮雅·賈汗和孙子錫欽達·里茲維均成為演員。

## 外部連結
- 努爾·賈汗在互联网电影资料库（IMDb）上的資料（英文）